# Camou-Cihigue
Camou-Cihigue en francés, Gamere-Zihiga en euskera, es una localidad y comuna francesa, situada en el departamento de Pirineos Atlánticos en la región de Aquitania y el territorio histórico vascofrancés de Sola.

## Demografía
| Gráfica de evolución demográfica de Camou-Cihigue entre 1800 y 2012 |
|                                                                     |

El resultado del año 1800 es la suma final de todos los datos parciales obtenidos antes de la creación de la comuna (1836).
Fuentes: Ldh/EHESS/Cassini e INSEE.

## Economía
La principal actividad es la agrícola (ganadería y pastos).